# Furayjidat
Les illes Furayjidat (Furayjidat del Nord i Furayjidat del Sud) són dues petites illes de l'emirat d'Abu Dhabi (Emirats Àrabs Units), la més gran de 250 de llarg per 50 d'ample, i l'altre similar i encara una mica menys.
La seva altura màxima és de 8 metres. Són d'arena i pedra calcària. A l'illa del sud hi ha una colònia de cormorans de Socotora (Phalacrocorax nigrogularis). Durant el segle xix i la primera meitat del segle xx s'hi va recollir guano sota llicència.
A les illes és difícil de desembarcar. A la seva rodalia hi ha coralls encara que van disminuir per les altes temperatures excepcionals dels estius de finals dels anys 90 a la zona del Golf Pèrsic.